# Буйницький Казимир Андрійович
Казимир Андрійович Буйницький (1788-1878; пол. Kazimierz Bujnicki) — польський письменник-белетрист, публіцист і краєзнавець; член Віленської археологічної комісії.

## Біографія
Казимир Буйницький народився 30 листопада 1788 року в містечку Дагда.
Публікувався в періодичних друкованих виданнях Російської імперії, зокрема, в «Tygodnik Petersburski» і «Атенеум». Був членом Віленської археологічної комісії і куратором шкіл Віленської губернії.
Серед найбільш відомих творів автора: «Komedje» (1851); «Stara Panna» (1854); «Siostra Gertruda» (1842); «Pamiętniki ks. Jordana» (1852); «Biurko» (1862); «Wedròwki» (1841); «Nowa wedròwka po małych drogach» (1852). 
У своїх оповіданнях дуже точно і достовірно зображував життя білоруського народу в XIX столітті. 
Казимир Андрійович Буйницький помер 14 липня 1878 року в рідному місті.